# Здание парламента Гайаны
Здание парламента Гайаны (англ. Guyana's Parliament Building) — здание в столице Гайаны Джорджтауне, место проведения заседаний Национальной ассамблеи Гайаны. Построено в 1834 году для законодательного комитета Суда по политическим вопросам Британской Гвианы. Одно из двух купольных зданий в Джорджтауне.

## История

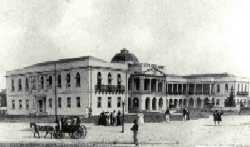
Здание комитета Политического Управления Британской Гвианы в XIX веке

Здание парламента Гайаны было спроектировано Джозефом Хэдфилдом и было построено на фундаменте из брёвен Chlorocardium. Первый камень в фундамент был заложен в 1829 году, а в апреле 1834 года было завершено сооружение, оштукатуренное, напоминающее каменные блоки. Здание было официально передано Комитету Политического Управления Британской Гвианы 5 августа 1834 года. Стоимость строительства составила 50 тыс. фунтов стерлингов.
В 1875 году итальянский архитектор Сезар Кастеллани установил подвесной панельный потолок Парламентской палаты в восточном крыле здания в мягких оттенках розового, зелёного, голубого и беловатого.
В Парламентской палате имеется изящно вырезанное кресло спикера из тика, которое было преподнесено в качестве подарка ко дню независимости Гайаны от правительства Индии; стол и три стула для клерков и стул сержанта по оружию (подарок к независимости от британской палаты общин). В ней висят портреты первых президентов Гайаны Артура Раймонда Чжуна (1970—1980) и Форбса Бёрнхема (1980—1985 годы) и позолоченные часы, изображающие лучи солнца, подарок от Demerara Company Limited.
Стены палаты обшиты панелями из красного дерева. Окна с жалюзями длиной до пола пропускают свет и воздух, причём окна, выходящие на север, имеют небольшие балконы. Пол сделан из древесины местного дерева Chlorocardium.
Здание парламента является примером архитектуры эпохи Возрождения XIX века. Перед зданием стоят две пушки, которые использовались во время Крымской войны, и статуя Губерта Натаниэля Кричлоу (1884—1958), отца-основателя профсоюзного движения в Гайане.